# Wybory parlamentarne w Niemczech w 1980 roku
Wybory do niższej izby parlamentu Republiki Federalnej Niemiec (Bundestagu), odbyły się 5 października 1980 roku. Ostatecznie zwyciężyła koalicja SPD-FDP, kanclerzem pozostał Helmut Schmidt, jednak w 1982, partia FDP opuściła koalicję i utworzyła rząd z CDU/CSU, kanclerzem został Helmut Kohl.

## Wyniki wyborów
| Partia                                  | Głosy      | %      | Zmiana | Miejsca | Zmiana | % miejsc |
| --------------------------------------- | ---------- | ------ | ------ | ------- | ------ | -------- |
| Sozialdemokratische Partei Deutschlands | 16 260 677 | 42,86% | +0,3%  | 218     | +4     | 43,9%    |
| Freie Demokratische Partei              | 4 030 999  | 10,62% | +2,7%  | 53      | +14    | 10,7%    |
| Christlich-Demokratische Union          | 12 989 200 | 34,24% | -3,8%  | 174     | -16    | 35,0%    |
| Christlich-Soziale Union                | 3 908 459  | 10,3%  | -0,3%  | 52      | -1     | 10,5%    |
| Die Grünen                              | 569 589    | 1,5%   | +1,5%  | 0       | +0     | 0,0%     |
| Inne partie                             | 180 057    | 0,47%  |        | 0       |        | 0,0%     |
| Razem                                   | 37 938 981 | 100,0% |        | 497     | +1     | 100,0%   |